# Parc de la Marjal
El parc de la Marjal és un parc de la ciutat valenciana d'Alacant, situat en el barri de la Platja de Sant Joan. Destaca per la seua funcionalitat de col·lector d'aigües pluvials, el primer d'aquestes característiques a l'Estat espanyol.

## Descripció
Alacant se situa en una zona en què les pluges torrencials són nombroses i, de vegades, causants d'importants danys materials. L'interés de crear un pla urbanístic que donara resposta a la necessitat de previndre aquests efectes en la ciutat va aparéixer l'any 1895 de la mà de l'arquitecte municipal Juan Guardiola Picó en el context del desenvolupament de l'eixample, però aquestes obres no es van dur a terme fins a un segle després el 1997, després de les devastadores riuades esdevingudes els anys 1982 i 1997.
L'Ajuntament va construir una important xarxa de col·lectors pluvials en el nucli urbà, però la zona de la platja continuava patint els problemes de les inundacions, fet que va motivar la construcció del parc, basant-se en un projecte de l'arquitecte municipal Lázaro López i posteriorment desenvolupat per l'arquitecte Manuel Beltrá, entre d'altres. El parc se situa en la històrica Horta d'Alacant en una zona tradicionalment inundable, arran de la qual li arriba el nom. Es va inaugurar l'any 2015.
El parc presenta una complexa xarxa de col·lectors que vessen a un estanc central, que al mateix temps vessa cap a una sèrie de túnels soterranis que aboquen l'aigua a les plantes de tractament i, posteriorment, a la mar. És capaç de recollir fins a 45 milions de litres d'aigua.
El conjunt es troba poblat per flora i fauna autòctones.
S'hi pot arribar en transport públic des de la parada d'Institut del TRAM Metropolità d'Alacant.